# Kristoffer Malmsten
Leo Kristoffer Malmsten, född 4 juli 1983, är en svensk manusförfattare och rappare som är medlem i gruppen Fattaru. Han uppträder bland annat under artistnamnen LKM, Rah-balder och Leo Ontario.
Malmsten är uppvuxen i Aspudden i södra Stockholm. Han är systerson till författaren Bodil Malmsten. Kristoffer Malmstens morfars far var möbelarkitekten Carl Malmsten.
Med sin Hip-hop grupp Fattaru släppte han 3 album på Redline Records. Fatta Eld (2001), Jordnära (2003, 2004) och Mina Drömmars Stad (2006).

## Filmografi

### Som manusförfattare
- 2016 – Francis (kortfilm)
- 2019 – Sonjas grill (kortfilm)
- 2022 – Stammisar